# Ctenosculum hawaiiense
Ctenosculum hawaiiense är en kräftdjursart som beskrevs av Heath 1910. Ctenosculum hawaiiense ingår i släktet Ctenosculum och familjen Ctenosculidae. Inga underarter finns listade i Catalogue of Life.